# Fernando Arce
Pour les articles homonymes, voir Arce.
Fernando Enrique Arce Ruiz, plus connu sous le nom de Fernando Arce, né le 24 avril 1980 à Tijuana au Mexique, est un footballeur international mexicain. Il joue au poste de milieu offensif avec l'équipe du Mexique et le club de Tijuana.

## Carrière

### Joueur
- 1997-2000 : Club América -  Mexique
- 2000-2001 : CD Irapuato -  Mexique
- 2002-2003 : Tiburones Rojos de Veracruz -  Mexique
- 2003-2004 : CF Atlante -  Mexique
- 2004-2007 : Monarcas Morelia -  Mexique
- 2008-2011 : Santos Laguna -  Mexique
- 2011-2014 : Club Tijuana -  Mexique
- 2014-2015 : Club Deportivo Guadalajara -  Mexique
- 2015-2016 : Dorados de Sinaloa -  Mexique

### En équipe nationale
Fernando Arce commence sa carrière internationale le 5 février 2003, lors d'un match amical face à l'Argentine et le 1er mars 2007, il inscrit son premier but face au Venezuela.
42 sélections et 7 buts avec le Mexique depuis 2003.

## Statistiques détaillées

### En sélection

#### Buts en sélection
| Buts en sélection de Fernando Arce | Buts en sélection de Fernando Arce | Buts en sélection de Fernando Arce                        | Buts en sélection de Fernando Arce | Buts en sélection de Fernando Arce | Buts en sélection de Fernando Arce | Buts en sélection de Fernando Arce |
|                                    | Date                               | Lieu                                                      | Adversaire                         | Score                              | Résultat                           | Compétition                        |
| ---------------------------------- | ---------------------------------- | --------------------------------------------------------- | ---------------------------------- | ---------------------------------- | ---------------------------------- | ---------------------------------- |
| 1.                                 | 1er mars 2007                      | Qualcomm Stadium, San Diego (États-Unis)                  | Venezuela                          | 2-0                                | 3-1                                | Match amical                       |
| 2.                                 | 8 juillet 2007                     | Estadio Monumental de Maturín, Maturín (Venezuela)        | Paraguay                           | 4-0                                | 6-0                                | Copa América 2007                  |
| 3.                                 | 9 juin 2008                        | Soldier Field, Chicago (États-Unis)                       | Pérou                              | 1-0                                | 4-0                                | Match amical                       |
| 4.                                 | 9 juin 2008                        | Soldier Field, Chicago (États-Unis)                       | Pérou                              | 4-0                                | 4-0                                | Match amical                       |
| 5.                                 | 22 juin 2008                       | Estadio Universitario, San Nicolás de los Garza (Mexique) | Belize                             | 4-0                                | 7-0                                | Éliminatoires Coupe du monde 2010  |
| 6.                                 | 22 juin 2008                       | Estadio Universitario, San Nicolás de los Garza (Mexique) | Belize                             | 5-0                                | 7-0                                | Éliminatoires Coupe du monde 2010  |
| 7.                                 | 7 septembre 2008                   | Stade Azteca, Mexico (Mexique)                            | Jamaïque                           | 2-0                                | 3-0                                | Éliminatoires Coupe du monde 2010  |

NB : Les scores sont affichés sans tenir compte du sens conventionnel en cas de match à l'extérieur (Mexique-Adversaire)

## Palmarès

### En club
- Avec Santos Laguna :
  - Champion du Mexique en 2008 (Clausura).
- Avec Tijuana :
  - Champion du Mexique en 2012 (Apertura).